# Dimple
Dimple – luksusowa 15-letnia szkocka whisky. Produkowana jest w najstarszej w Szkocji destylarni – the House of Haig. Wyróżnia się delikatnym zapachem torfowym. Podstawą kompozycji jest słodowa whisky Glenkinchie o lekkim, ale bogatym aromacie. Wzbogacono ją ponad trzydziestoma gatunkami whisky słodowych i jęczmiennych, które przez piętnaście lat dojrzewały w beczkach z dębu europejskiego i amerykańskiego.